# Seok Eun-mi
Seok Eun-mi (25 dicembre 1976) è un'ex tennistavolista sudcoreana.

## Carriera
Ha vinto la sua più prestigiosa medaglia nel doppio dell'Olimpiade di Atene 2004, dove giunse sul secondo gradino del podio assieme a Lee Eun-Sil.